# Пратес, Кауан
Куан Пратес де Алмейда (порт.-браз. Kauã Prates de Almeida); более известный, как Куан Пратес (порт.-браз. Kauã Prates) род. 12 августа 2008) — бразильский футболист, защитник клуба «Крузейро».

## Клубная карьера
Пратес — воспитанник клуба «Крузейро». 

## Международная карьера
В 2025 году Пратес в составе юношеской сборной Бразилии принял участие в молодёжном чемпионате Южной Америки в Колумбии. На турнире он сыграл в матчах против команд Боливии, Венесуэлы, Эквадора, Чили и Колумбии.

## Достижения
Международные
 Бразилия (до 17)
- Победитель юношеского чемпионата Южной Америки — 2025